# Sternenfels (Adelsgeschlecht)

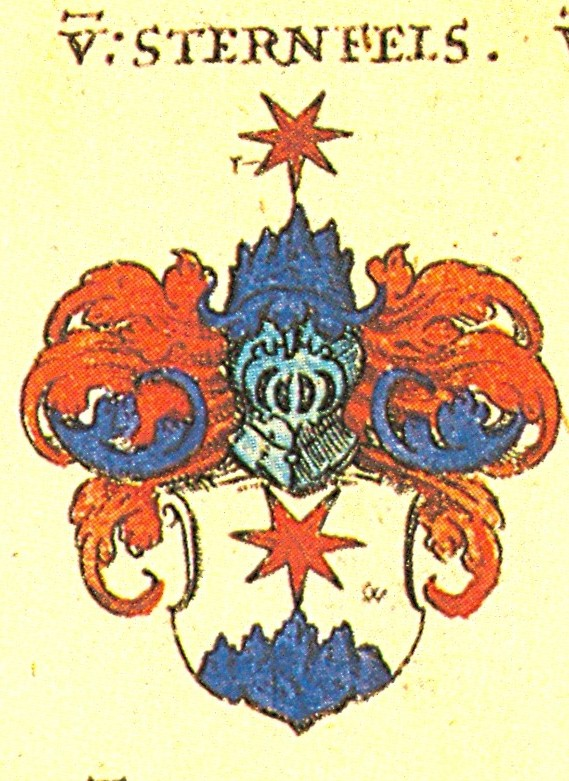
Wappen des Geschlechts Sternenfels aus Siebmachers Wappenbuch

Sternenfels (auch Sternfels) ist der Name eines alten, ursprünglich edelfreien, schwäbischen Adelsgeschlechts. Der Stammsitz der Herren von Sternenfels war die gleichnamige Burg Sternenfels und Herrschaft Sternenfels, heute eine Gemeinde im Enzkreis in Baden-Württemberg.

## Geschichte
Die Familie ist stammesverwandt mit den dynastischen Herren von Kürnbach, die mit Luff de Kurnbach in der ersten Hälfte des 12. Jahrhunderts erstmals auftraten. Das Geschlecht von Kürnbach wird letztmals 1227 erwähnt, aber seit dem Jahre 1232 erscheint Cunradus liber de Sterrenvils, benannt nach der Burg Sternenfels bei Kürnbach. Die Nachkommen führten ebenfalls den für das Kürnbacher Geschlecht typischen Vornamen Konrad und sind auch bald als zu Kürnbach besitzlich nachweisbar.
Im Jahre 1252 wurden zwei Söhne des Cunradus, Cunradus und Wernherus nobiles de Sternvels, urkundlich erwähnt, die mit Konradin von Schwaben nach Italien zogen und dort vermutlich, wie ihr Herzog, ums Leben kamen.
Bereits im 13. Jahrhundert bildeten sich zwei Linien, deren Angehörige zum lokalen niederen Dienstadel gehörten. Eine Linie führte den Namen Frie von Sternenfels bzw. in einer Zweiglinie Frie von Barghusen und ist am Ende des 15. Jahrhunderts erloschen. Die andere Linie, mit einer Kürnbacher Seitenlinie, die 1598 ebenfalls ausstarb, besteht in der Hauptlinie mit dem Namen Sternenfels bis heute.
Angehörige der Familie waren Mitglieder in der Rittergesellschaft Sankt Jörgenschild, Teil Neckar. Von 1548 bis 1663 und während des 18. Jahrhunderts zählten die Herren von Sternenfels zur Reichsritterschaft im Ritterkanton Neckar-Schwarzwald und Kraichgau im schwäbischen Ritterkreis, am Ende des 17. Jahrhunderts auch zum Ritterkanton Odenwald des fränkischen Ritterkreises. Sie waren bis zur Mitte des 18. Jahrhunderts im Kraichgau bzw. Zabergäu reich begütert.
Im Jahre 1828 wurden sie bei der Freiherrenklasse im Königreich Württemberg immatrikuliert.

## Wappen
Das Stammwappen zeigt in Silber einen giebelförmig abgestuften blauen Felsen, oben besteckt mit einem roten sechs- oder siebenstrahligen Stern. Auf dem Helm das Schildbild. Die Helmdecken sind blau-silbern.
Einige schwäbische Ortswappen zeigen noch heute den Fels und den Stern aus dem Wappen des Geschlechts.

Wappen der Gemeinde Sternenfels
Wappen der Gemeinde Zaberfeld